# Ariel (Disney)

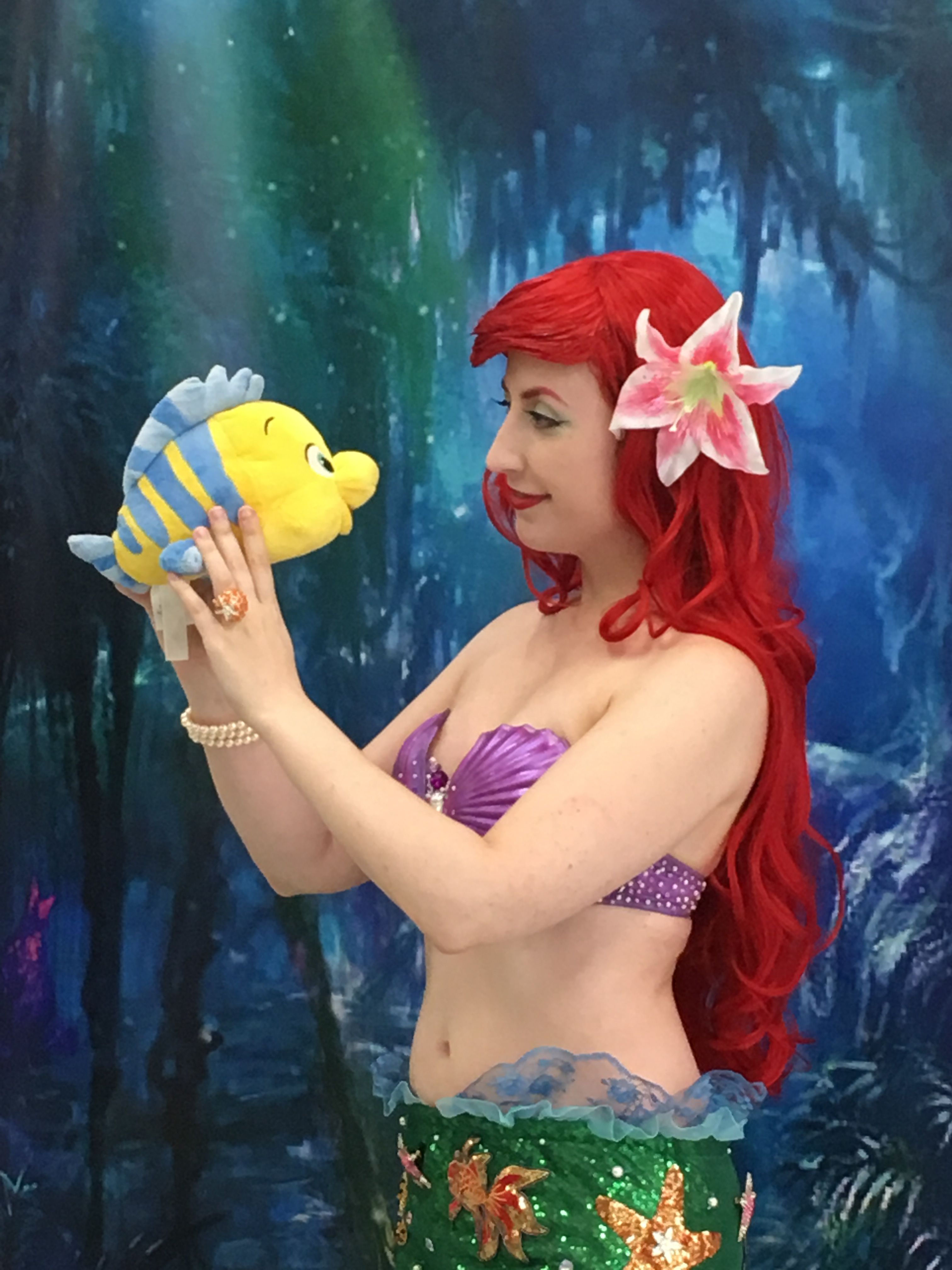
Przebranie syrenki

Ariel – główna bohaterka filmów animowanych  Mała Syrenka i Mała Syrenka 2: Powrót do Morza oraz aktorskiego Mała Syrenka produkcji studia Disney.
Głos postaci w filmach animowanych podkładała Jodi Benson (w polskiej wersji Beata Jankowska-Tzimas). W filmie z 2023 jej postać zagrała Halle Bailey (a w polskiej wersji Sara James).

## Charakterystyka postaci
Ariel ma długie do ramion, czerwone włosy, niebieskie oczy, zielony ogon, który oddała Urszuli, by mieć ludzkie nogi, tracąc przy tym głos. Nosi fioletowy biustonosz z muszelek. W filmie występuje pod dwiema postaciami: człowieka i syreny.
Jej ojcem jest Tryton, król mórz. Siostrami są syreny: Aquata, Andrina, Arista, Attina, Adella i Alana. Przyjaźni się z rybą o imieniu Florek. Po wyjściu na ląd poślubiła księcia Eryka oraz ma z nim córkę, Melodię.